# Урал
Ура́л (от баш. Урал) — географический регион в России и Казахстане, протянувшийся между Восточно-Европейской и Западно-Сибирской равнинами. Основная часть этого региона — Уральские горы. На востоке региона также находится часть бассейна реки Урал, впадающей в Каспийское море.

## Этимология
Существует множество версий происхождения топонима «Урал». 
Изучение истории языковых контактов первых русских поселенцев в этой местности с её жителями указывает на то, что топоним, по всей видимости, был усвоен из башкирского языка. Считается, что из всех автохтонных народов Урала это название издревле существует только у башкир и поддерживается на уровне языка, легенд и традиций этого народа (эпос «Урал-батыр»). Другие коренные народы Урала — ханты, манси, удмурты, коми — имеют иные традиционные названия Уральских гор, переняв название «Урал» только в XIX—XX веках из русского языка. Эдуард Мурзаев сообщает, что русские узнали это название как Уралтау от башкир в середине XVI в., передав его как «Аралтова» или «Оралтова гора». Поэтому принято считать, что название горы связано с тюркским арал («остров») или с уралмак («опоясывать, огораживать»). Он же сообщает, что башкиры называли «Уралом» только водораздельный гребень, даже когда он принадлежал невысоким горам.
В башкирском языке топоним Урал осознаётся как весьма древний, вероятно, восходящий к пратюркскому состоянию. Его следует связывать с баш. үр ~ др.-тюрк. *ör «высота, возвышенность».

### Легенды
В греческих книгах, написанных две тысячи лет тому назад, можно прочесть о далёких «Рифейских горах», где угрюмые грифы стерегут несметные золотые сокровища.
Башкирский народный эпос «Урал-батыр» повествует о прародителях народов Урала, выживших после Потопа, возникшем конфликте и последующей борьбе Урала со старшим братом Шульганом, выбравшим путь зла, и заселении их потомками прилегающих земель. Основные топонимы Южного Урала напрямую связаны с событиями эпоса. 

## География

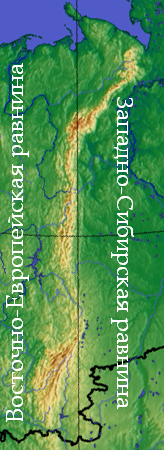
Урал

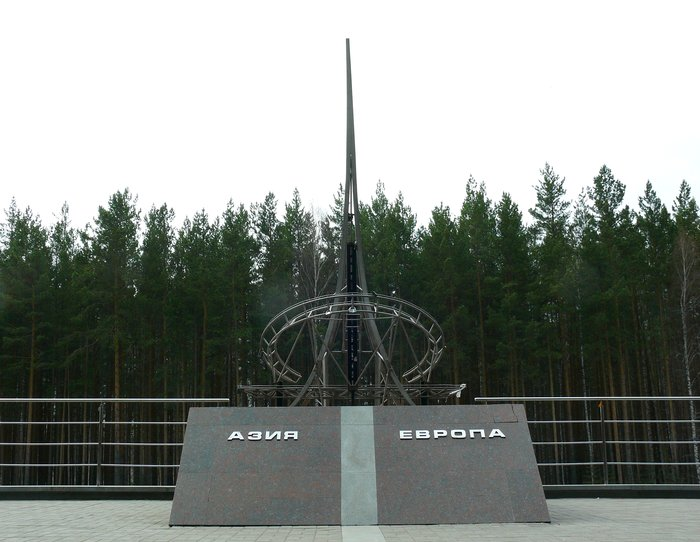
Граница Европы и Азии вблизи Екатеринбурга

Урал находится на стыке Европы и Азии и является границей между этими частями света. «Каменный пояс» Урала и примыкающие к нему возвышенные равнины Приуралья простираются от берегов Северного Ледовитого океана на севере до полупустынных районов Казахстана на юге: на протяжении более 2500 километров они разделяют Восточно-Европейскую и Западно-Сибирскую равнины.
Условно Урал как горную систему разделяют на:
- Пай-Хой
- Полярный Урал
- Приполярный Урал
- Северный Урал
- Средний Урал
- Южный Урал
- Губерлинские горы
- Мугоджары

Исторически и экономически с Уралом тесно связаны Предуралье и Зауралье — территории, прилегающие к нему с запада и востока. Совокупность западных территорий также могут называть Приуральем (протяжённый Приуральский район относится к ЯНАО). На Урале, а также в Предуралье и Зауралье расположены регионы России: Республика Башкортостан, Свердловская, Челябинская, Курганская, Оренбургская области, Удмуртия и Пермский край, составляющие Уральский экономический район, восточные части Республики Коми и Архангельской области (Ненецкий автономный округ), входящие в Северный экономический район, западные части Тюменской области, Ханты-Мансийского автономного округа — Югры, Ямало-Ненецкого автономного округа, входящие в Западно-Сибирский экономический район. В Казахстане географически к Уралу можно отнести Актюбинскую и Костанайскую области. Иногда для обозначения административно-территориальных единиц России, так или иначе относящихся к Уралу, также применяется понятие Большой Урал. В административный Уральский федеральный округ (УрФО) входят Курганская, Свердловская, Тюменская и Челябинская области, ХМАО и ЯНАО. Административный центр УрФО и Свердловской области город Екатеринбург принято называть столицей Урала и столицей Среднего Урала.
Основная часть Урала находится в часовом поясе UTC+5. Разница с московским временем — 2 часа.

## Археология и палеонтология
В 1890 году в районе деревни Калаты Екатеринбургского уезда Пермской губернии (нынешний город Кировград Свердловской области) была найдена древнейшая в мире сохранившаяся деревянная скульптура — Шигирский идол (возраст определён как превышающий 11 тысяч лет). Хранится в Свердловском областном краеведческом музее в Екатеринбурге.

## Природа
Уральские горы состоят из невысоких хребтов и массивов. Наиболее высокие из них, поднимающиеся выше 1200—1500 метров, располагаются в Приполярном (гора Народная — 1895 м), Северном (гора Тельпосиз — 1617 м) и Южном (гора Ямантау — 1640 м) Урале. Массивы Среднего Урала намного ниже, обычно не выше 600—650 м. Западные и восточные предгорья Урала и подгорные равнины нередко рассечены глубокими речными долинами. На Урале и в Приуралье много рек и озёр, находятся истоки рек Печоры и Урала. На реках создано несколько сотен прудов и водохранилищ. Уральские горы старые (возникли в позднем палеозое) и находятся в области герцинской складчатости.

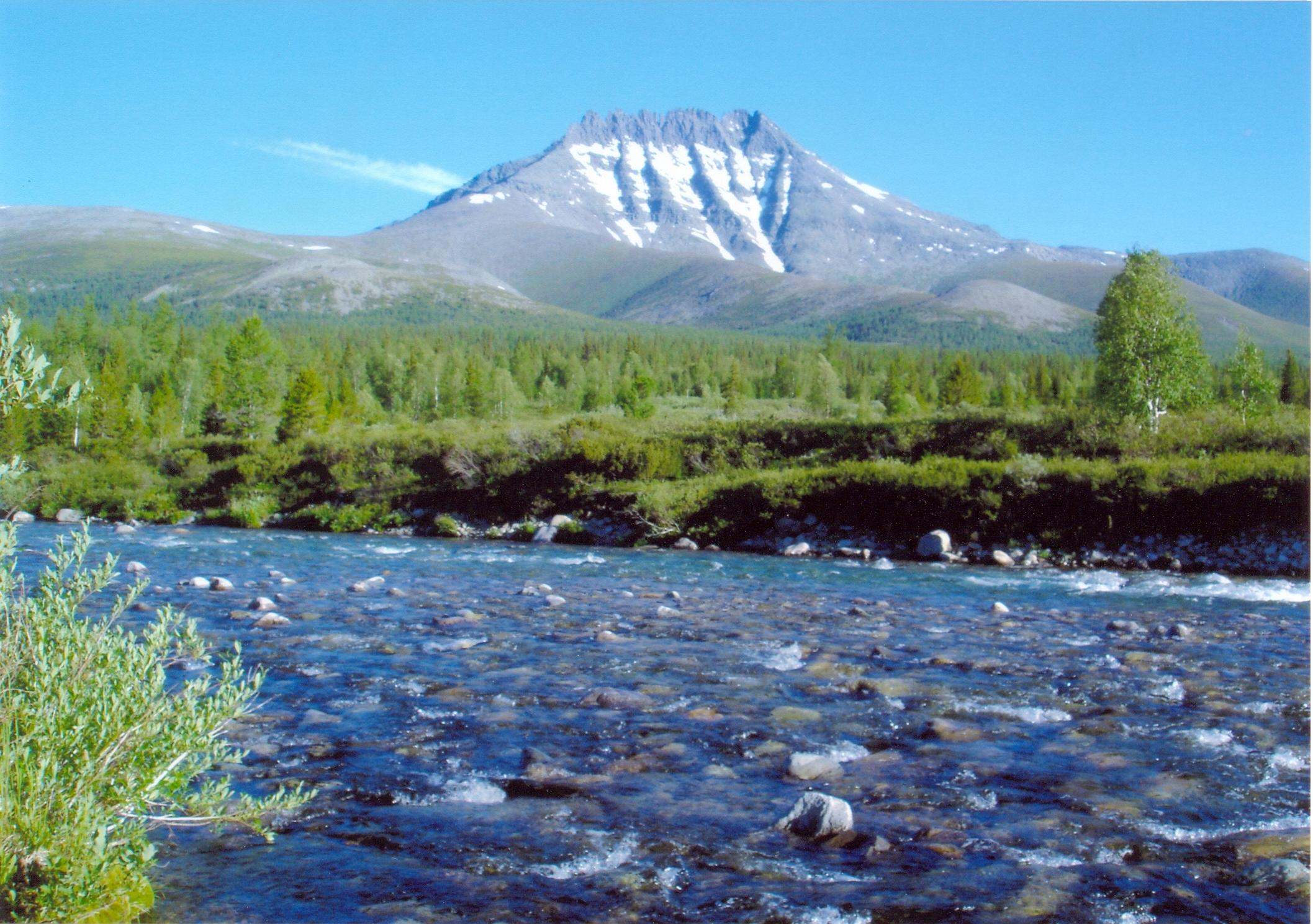
гора Манарага
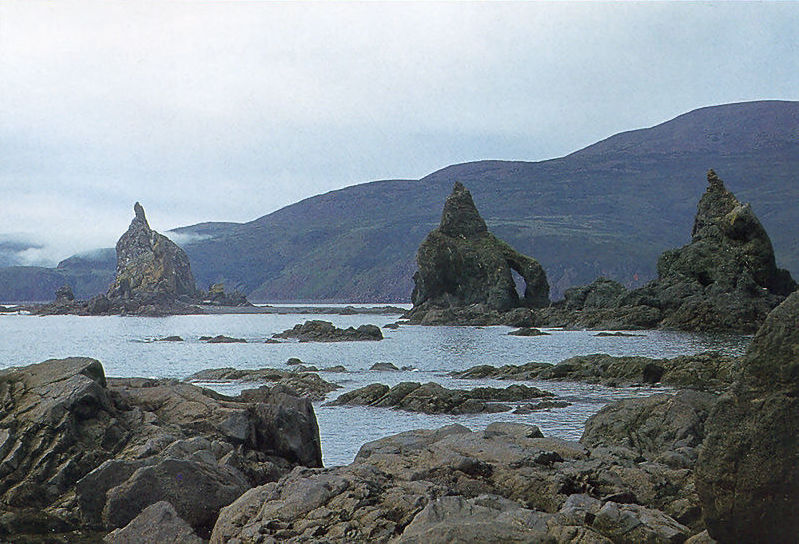
Приполярный Урал
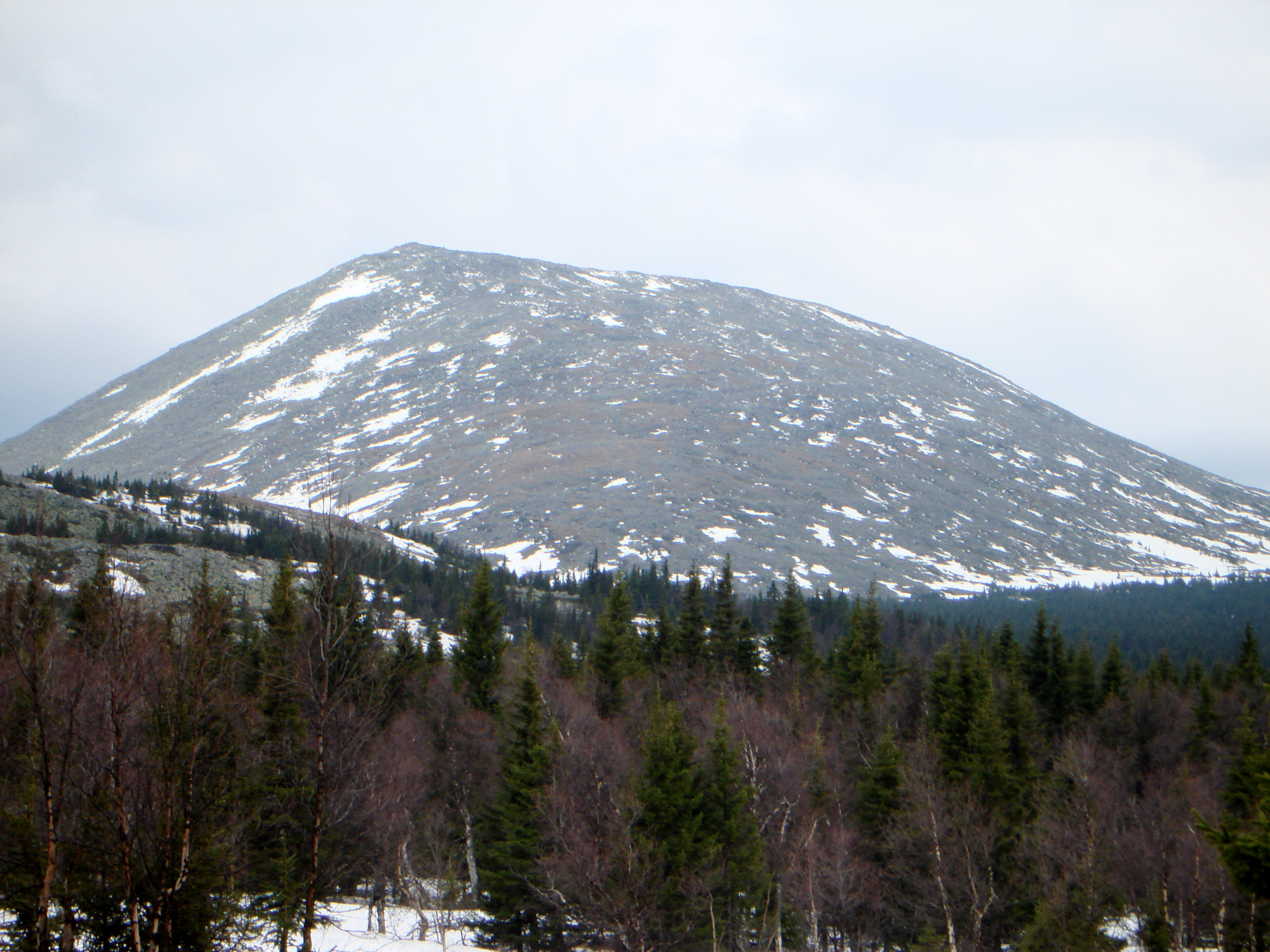
гора Иремель
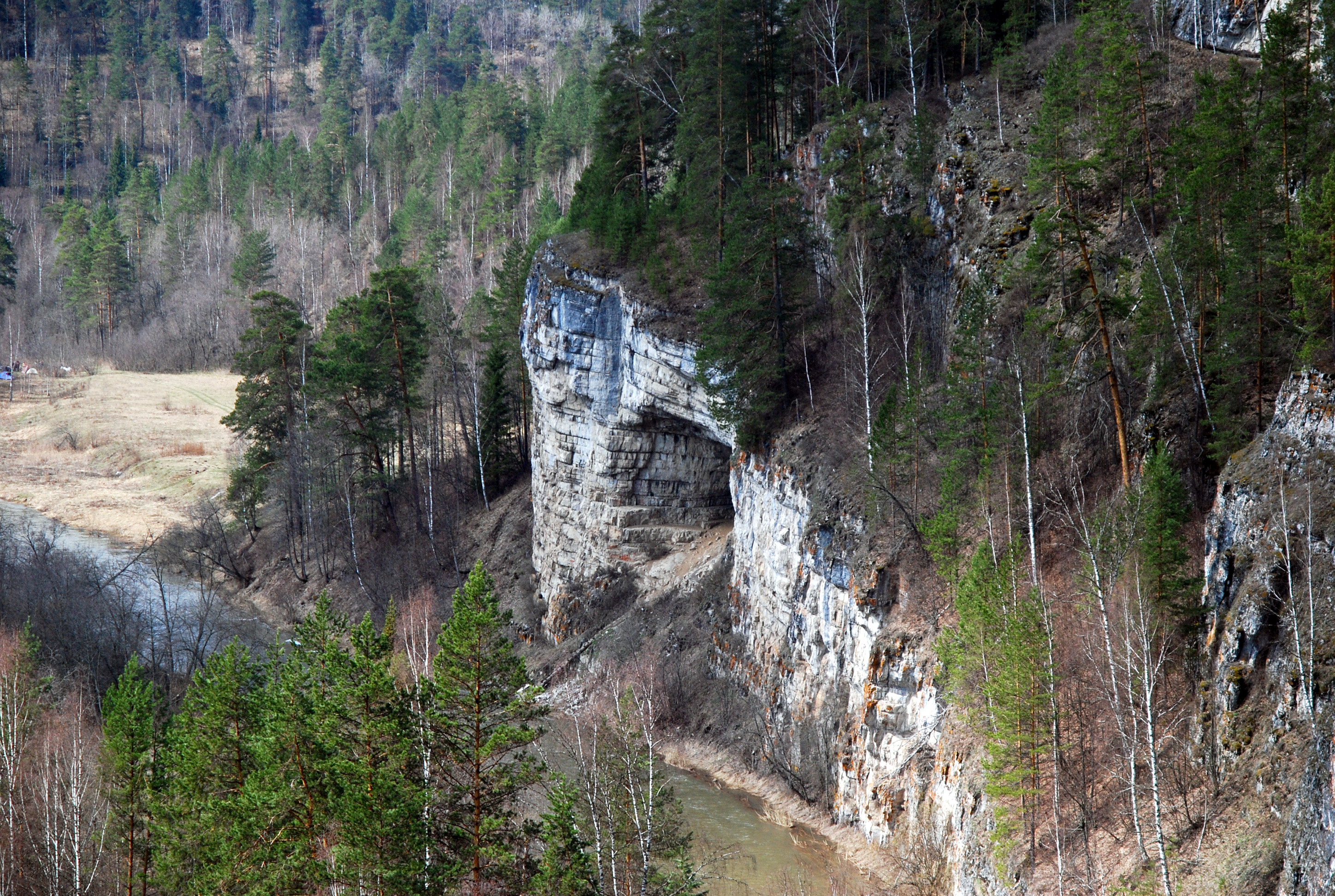
Игнатьевская пещера

### Климат
Климат Урала — типичный горный; осадки распределяются неравномерно не только по областям, но и в пределах каждой области. Западно-Сибирская равнина — территория с суровым континентальным климатом; в меридиональном направлении его континентальность увеличивается намного менее резко, чем на Восточно-Европейской равнине. Климат горных районов Западной Сибири менее континентальный, чем климат Западно-Сибирской равнины.
В пределах одной и той же зоны на равнинах Предуралья и Зауралья природные условия заметно отличаются. Это объясняется тем, что Уральские горы служат своеобразным климатическим барьером. К западу от них выпадает больше осадков, климат более влажный и мягкий; к востоку, то есть за Уралом, осадков меньше, климат более сухой, с ярко выраженными чертами континентального.

### Фауна
Несколько столетий назад животный мир был богаче, чем сейчас. Распашка, охота, вырубка лесов вытеснили и уничтожили места обитания многих животных. Исчезли дикие лошади, сайгаки, дрофы, стрепеты. Вглубь тундры откочевали стада оленей. Зато на распаханных землях распространились грызуны (хомяки, полевые мыши). На севере можно встретить обитателей тундр — северных оленей, а на юге типичных жителей степей — сурков-байбаков, землероек, змей и ящериц. Леса населены хищниками: бурыми медведями, волками, росомахами, лисицами, соболями, горностаями, рысями. Водятся в них копытные (лоси, олени, косули и др.) и птицы различных видов, например: орлы или снегири (зимой). По речным долинам встречаются выдра и бобр. В Ильменском заповеднике удачно была проведена акклиматизация пятнистого оленя, расселены также ондатра, бобр, марал, выхухоль, енотовидная собака, американская норка, баргузинский соболь.

### Флора

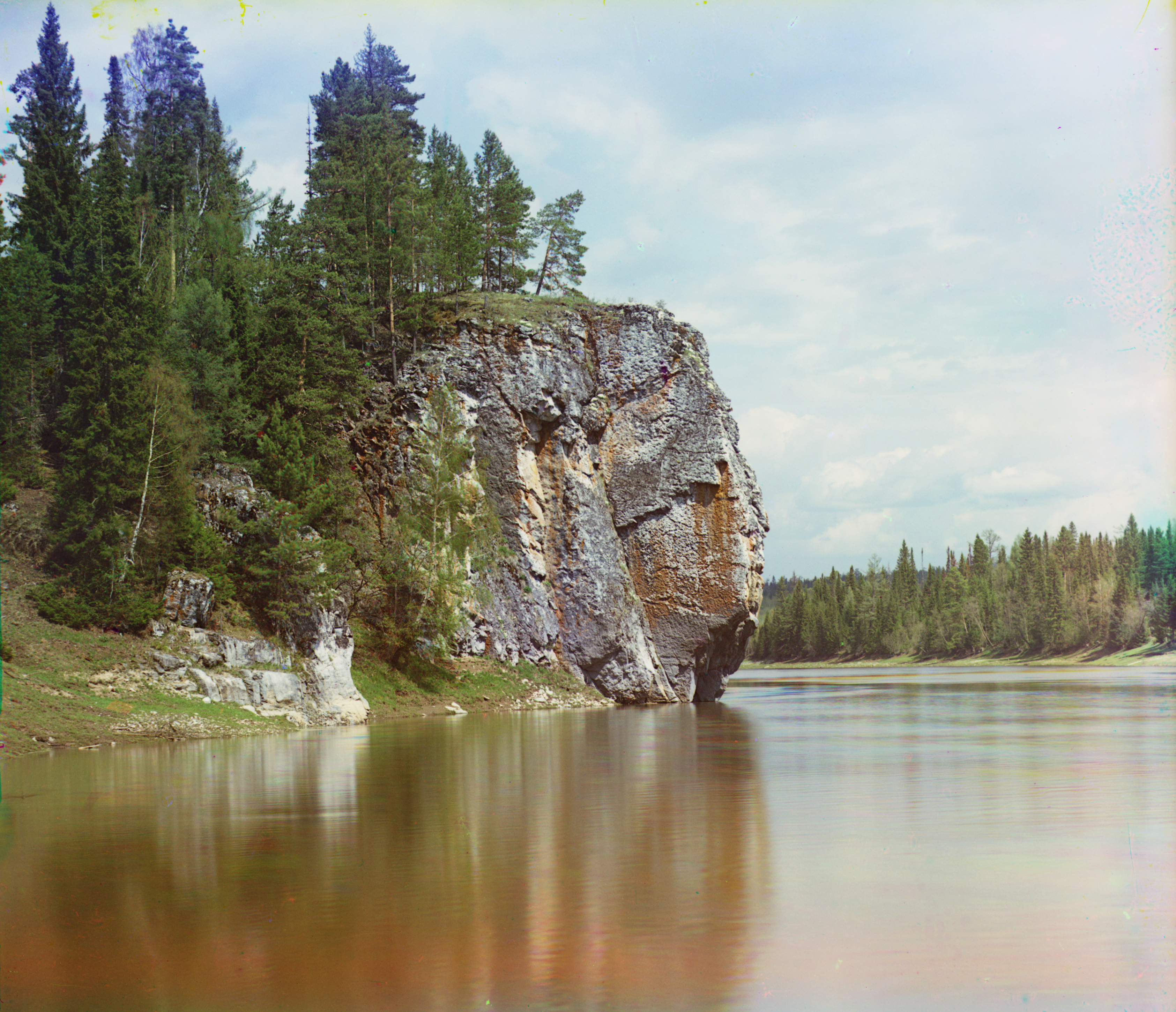
Максимовский камень на реке Чусовой, фото Прокудина-Горского, 1912 г.

Различия в ландшафтах заметны при подъёме. На Южном Урале, например, путь к вершинам наиболее крупного хребта Зигальга начинается с пересечения полосы холмов и оврагов у подножия, густо заросшего кустарниками и травами. Затем дорога идёт через сосновые, берёзовые и осиновые леса, среди которых мелькают травянистые поляны. Выше частоколом поднимаются ели и пихты. Сухостоя почти не видно — он сгорает при частых лесных пожарах. На пологих местах могут встретиться болота. Вершины покрыты каменными россыпями, мхом и травой. Редкие и чахлые ели, кривые берёзки, которые здесь попадаются, ничем не напоминают ландшафт у подножия, с разноцветными коврами из трав и кустарников. Пожары на большой высоте уже бессильны, поэтому путь то и дело преграждают завалы из упавших деревьев. Вершина горы Ямантау (1640 м) — сравнительно ровная площадка, однако она почти неприступна из-за нагромождения старых стволов.

### Природные ресурсы
Из природных богатств Урала важнейшее значение имеют его минеральные ресурсы. Ещё в XVI веке на западной окраине Урала были известны месторождения каменной соли и песчаника, содержащие медь. В 17-м столетии стали известны довольно многочисленные месторождения железа и появились железоделательные заводы, со строительства одного из которых началась история «столицы Урала» — города Екатеринбурга.
В горах были найдены россыпи золота и месторождения платины, на восточном склоне — драгоценные камни. Из поколения в поколение передавалось мастерство искать руду, выплавлять металл, изготавливать из него оружие и художественные изделия, обрабатывать самоцветы. На Урале известны многочисленные месторождения высококачественных железных руд (горы Магнитная, Высокая, Благодать, Качканар), медных руд (Медногорск, Карабаш, Сибай, Гай), редких цветных металлов, золота, серебра, платины, лучших в стране бокситов, каменных и калийных солей (Соликамск, Березники, Берёзовское, Важенское, Илецкое). Есть на Урале нефть (Ишимбай), природный газ (Оренбург), уголь, асбест, драгоценные и полудрагоценные камни, никель (Серовское никелевое месторождение и др.).
К богатствам уральской природы относятся и лесные ресурсы. Южный и Средний Урал обеспечивают возможность земледелия.

### Реки и озёра
Реки принадлежат бассейнам Северного Ледовитого океана (на западном склоне — Печора с Усой, на восточном — Тобол, Тавда, Исеть, Пышма, Тура, Лозьва, Северная Сосьва, относящиеся к системе Оби) и Каспийского моря (Кама с Чусовой и Белой; река Урал).

## Значение края

Территория «Уральской горнозаводской цивилизации»

Урал издавна является крупнейшей горнорудной и металлургической базой России. Усиленное промышленное освоение Урала началось при Петре I, которому в центре Екатеринбурга в 1886—1917 годах стоял памятник как «основателю горнозаводского дела на Урале». Уральское «горнозаводское дело» породило особую социально-культурную общность, которую известный писатель-ураловед Алексей Иванов назвал «горнозаводской цивилизацией». «Горнозаводской Урал» — современное название объединения музеев и культурных объектов Нижнего Тагила.
В первой половине XVIII века здесь было построено 33 предприятия, из которых 13 заводов были казёнными, а остальные находились в частном владении — из них 12 заводов принадлежали Демидовым и 2 завода Строгановым. К середине XVIII века уральская горнозаводская промышленность давала в два раза больше металла, чем все заводы Европейской России. В 1751—1770 годах на Урале было основано 67 новых заводов по производству чугуна, железа и меди. На Урале были сделаны первые находки в России благородных металлов и минералов — алмазов, изумрудов и платины. 1 июня 1745 года было открыто первое месторождение по промышленной добыче золота на Урале. В 1842 году в Царёво-Александровском прииске был найден крупнейший в России золотой самородок весом в 36 кг.
В 1899 году на Урале побывала уральская экспедиция Д. И. Менделеева — научно-исследовательская и инспекционная экспедиция, инициированная Д. И. Менделеевым с целью изучения уральской металлургической, горнодобывающей и лесной промышленности, прогнозирования развития края, а также для разработки рекомендательных мер по преодолению монополизма и отсталости экономики и промышленности Урала.
Урал как ресурсная база сыграл ключевую роль во время ВОВ — это, в частности, отражает современный официальный девиз Свердловской области — «Опорный край державы» (строчка из стихотворения Твардовского).
Значителен и не полностью освоен гидроэнергетический потенциал уральских рек (действуют Павловская, Юмагузинская, Широковская, Ириклинская и несколько малых ГЭС).

### Крупнейшие города
Крупнейшие города Урала (с населением более 250 000 человек):
- города-миллионеры (населением более 1 млн чел.):
  - Екатеринбург,
  - Челябинск,
  - Уфа,
  - Пермь;
- города-полумиллионеры (свыше 500 тыс. чел.):
  - Ижевск,
  - Актобе,
  - Оренбург;
- города населением свыше 250 тыс., но менее 500 тыс. чел.:
  - Магнитогорск,
  - Нижний Тагил,
  - Курган,
  - Стерлитамак.

Таким образом, 4 из 16 российских городов-миллионеров расположены на Урале.

## Урал в искусстве и культуре России

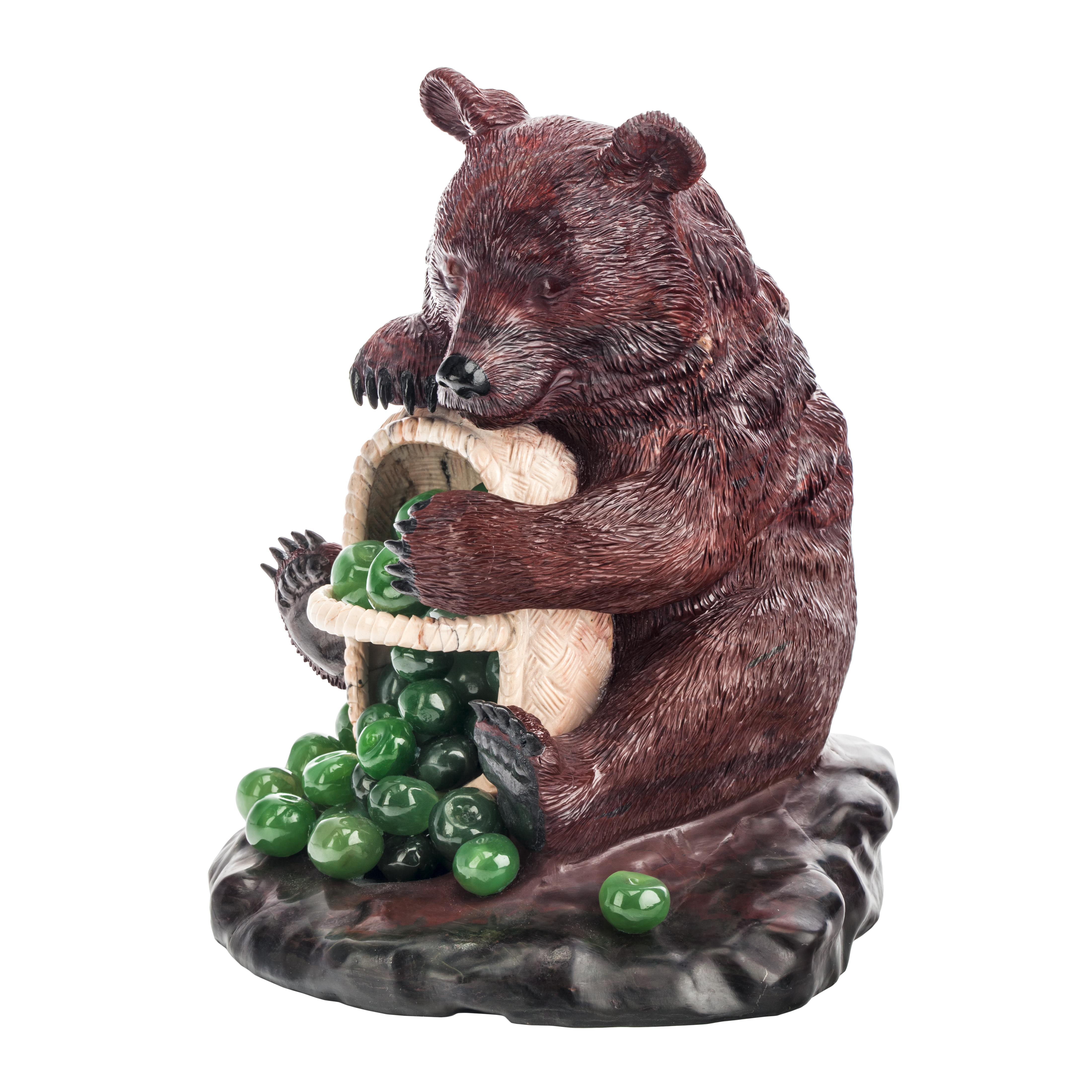
Камнерезная скульптура медведя из цельного куска башкирской яшмы, г. Екатеринбург

Своеобразен вклад Урала в искусство и культуру России. С XIV—XVI вв. известна башкирская народная песня «Урал». Башкирский национальный герой Салават Юлаев известен как автор стихов и песен, в частности, ему приписываются тексты «Урал» и «Мой Урал».
Фундамент, на котором выросло декоративно-прикладное искусство Урала, — это промышленность. Уральское камнерезное искусство — уникальная разновидность русского декоративно-прикладного искусства. Урал является центром отечественной промышленной обработки мрамора. Известен Урал также промышленным производством различных чугунных предметов домашнего обихода, а также его художественным литьём (Каслинское литьё). В начале XVIII века на заводе в Екатеринбурге отливали чугунные горшки, котлы и чугунные заслонки к печам. Позднее чугунное литьё стали применять более широко, в том числе, в архитектуре и промышленности. Было возрождено получение булатной стали, зародилась металлургия легированных сталей.
Наиболее известными уральскими писателями являются Сергей Аксаков, Дмитрий Мамин-Сибиряк и Павел Бажов.
Вклад в искусство и культуру России также внесли такие уральские художники, как Алексей Денисов-Уральский, Виталий Волович, Алексей Казанцев, Миша Брусиловский, Юрий Филоненко, Валерьян Бахарев, Геннадий Мосин и многие другие.
Скульптор и заслуженный художник РСФСР Виталий Зайков создал памятник «Сказ об Урале», установленный на Привокзальной площади Челябинска. Памятник изображает могучего кузнеца-великана, символизируя горнорудную промышленность. Зайков также создал другие скульптуры, установленные в разных местах Урала.
Учившийся в УрГУ писатель-документалист Алексей Иванов в начале XXI века создал серию работ, посвящённых истории и культуре Урала. Основной цикл текстов называется «Хребет России» (метафорический образ Уральских гор), на его базе совместно с известным журналистом Леонидом Парфёновым была создана одноимённая серия документальных фильмов.